# Gailtal
Het Gailtal (Sloveens: Ziljska dolina), genoemd naar de rivier Gail, is een van Oost-Tirol naar Karinthië lopend dal. Het begint bij het dorp Tilliach en eindigt bij Villach, waar de Gail uitmondt in de Drau.

## Geografie
Het Gailtal kenmerkt zich door het contrast tussen de platte, brede vallei en de deels steile berghellingen. In het noorden wordt het dal begrensd door de Dolomieten van Lienz, en in het zuiden door de Karnische Alpen en de Karawanken. Ook ligt in het dal het meer de Pressegger See.

## Indeling
- Het Lesachtal, van de oorsprong van de Gail tot Kötschach-Mauthen
- Het Opper-Gailtal, van Kötschach-Mauthen tot Hermagor
- Het Neder-Gailtal, van Hermagor tot Fürnitz
- Het Tiroler Gailtal

Het dal van de Gail wordt verdeeld in het Tiroler Gailtal en het Kärntner Lesachtal. De grote Gail stroomt van Kartitscher Sattel (1525 m) naar het oosten, de kleine Gail stroomt naar het westen. Vanuit het noorden monden 72 beken uit in de Gail, onder andere de volgende: Klammbach, Gritschenbach, Rodarmbach, Gärberbach, Nieschenbach, Eggenbach, Trattenbach, Radegunder Bach, Tscheltscher Bach, Pallaser Bach, Stabentheiner Graben, Mattlinggraben, Podlaniger Graben, Stampfgraben en de Strajacher Graben.

## Bevolking
Het Neder-Gailtal heeft nog steeds een Sloveense bevolking met een eigen Sloveens dialect. Het Tiroolse dialect wordt gesproken in het Lesachtal en het Tiroler Gailtal.
De districten Villach-Land en Hermagor hebben een bijzonder hoog percentage protestanten, elk ongeveer 20 procent.